# Placy
Placy ist eine Ortschaft und eine ehemalige französische Gemeinde mit 168 (Stand: 1. Januar 2022) im Département Calvados in der Region Normandie.  Sie gehörte zum Arrondissement Caen und zum Kanton Thury-Harcourt.
Mit Wirkung vom 1. Januar 2019 wurden die ehemaligen Gemeinden Cesny-Bois-Halbout, Acqueville, Angoville, Placy und Tournebu zur Commune nouvelle Cesny-les-Sources zusammengeschlossen und haben in der neuen Gemeinde der Status einer Commune déléguée. Der Verwaltungssitz befindet sich im Ort Cesny-Bois-Halbout.

## Geografie
Placy liegt rund 20 Kilometer nordwestlich von Falaise und 25 Kilometer südlich von Caen. Umgeben wird die Ortschaft von Croisilles im Nordwesten und Norden, Espins im Nordosten, Cesny-Bois-Halbout im Osten, Meslay im Südosten, Donnay im Süden sowie Esson im Südwesten und Westen.

## Bevölkerungsentwicklung
| Jahr                             | 1793 | 1836 | 1876 | 1926 | 1946 | 1968 | 1990 | 2016 |
| Einwohner                        | 225  | 232  | 196  | 152  | 159  | 112  | 107  | 160  |
| Quelle: Cassini, EHESS und INSEE |      |      |      |      |      |      |      |      |

## Sehenswürdigkeiten
- Kirche Saint-Firmin aus dem 13. Jahrhundert, als Monument historique klassifiziert[4]
- Schloss aus dem 18. Jahrhundert, Kulturgut[5]
- zahlreiche Häuser und Bauernhöfe aus dem 18. und 19. Jahrhundert, die ebenfalls als Monuments historiques ausgewiesen sind[6]